# BMW・E3
BMW・E3系はドイツの自動車メーカー・BMWが1968年から1977年まで生産した大型高級サルーンである。

## 概要
かつてはV型8気筒エンジンを搭載した高級サルーンを生産していたBMWであったが、1960年代初頭の経営危機を経て一旦は4気筒の1500/1600/1800/2000シリーズに専念していた。しかしこれらのモデルがその高性能・高品質によって市場に確固たる地位を確立すると、再びメルセデス・ベンツの牙城である高級車市場に挑戦する意図で、6気筒エンジンを搭載する大型モデルが登場することとなった。
1968年10月に最初に登場したのは2,494cc150馬力の2500、2,788cc170馬力の2800で、1500/1600/1800/2000シリーズを一回り大きくした車体、同一のシャシー構成に、新設計の直列6気筒エンジンを搭載していた。このエンジンは抜群の静粛性とスムーズな吹き上がりから「シルキー・シックス」と称され、排気量が一回り上のメルセデスと同等の性能を発揮、アウトバーン上で両者はスピードを競い合った。少しでも速く走りたい層の要望に応え、よりパワフルな2,985cc180馬力の3.0S、燃料噴射200馬力の3.0Siが1971年に追加された。また、ホイールベースを100mm延長した「L」も当初から用意され、トップモデルとして3,295ccの3.3L（キャブレター190馬力）も1973年から用意された。
優れたエンジンと良質な工作水準、そしてメルセデスより若々しくスポーティなイメージによって、E3系、そしてクーペのE9系は、依然絶対的な台数では及ばなかったものの、多くのドイツ車メーカーが望んでも得られなかった、メルセデスの対抗馬としてのポジションを獲得した。1977年にBMW・7シリーズに後を譲った。7シリーズの車体は大型化され、Sクラスと真正面からぶつかるライバルに成長する。
日本にも当時の輸入元・バルコム貿易によって比較的多数が販売された。